# میل بافندگی

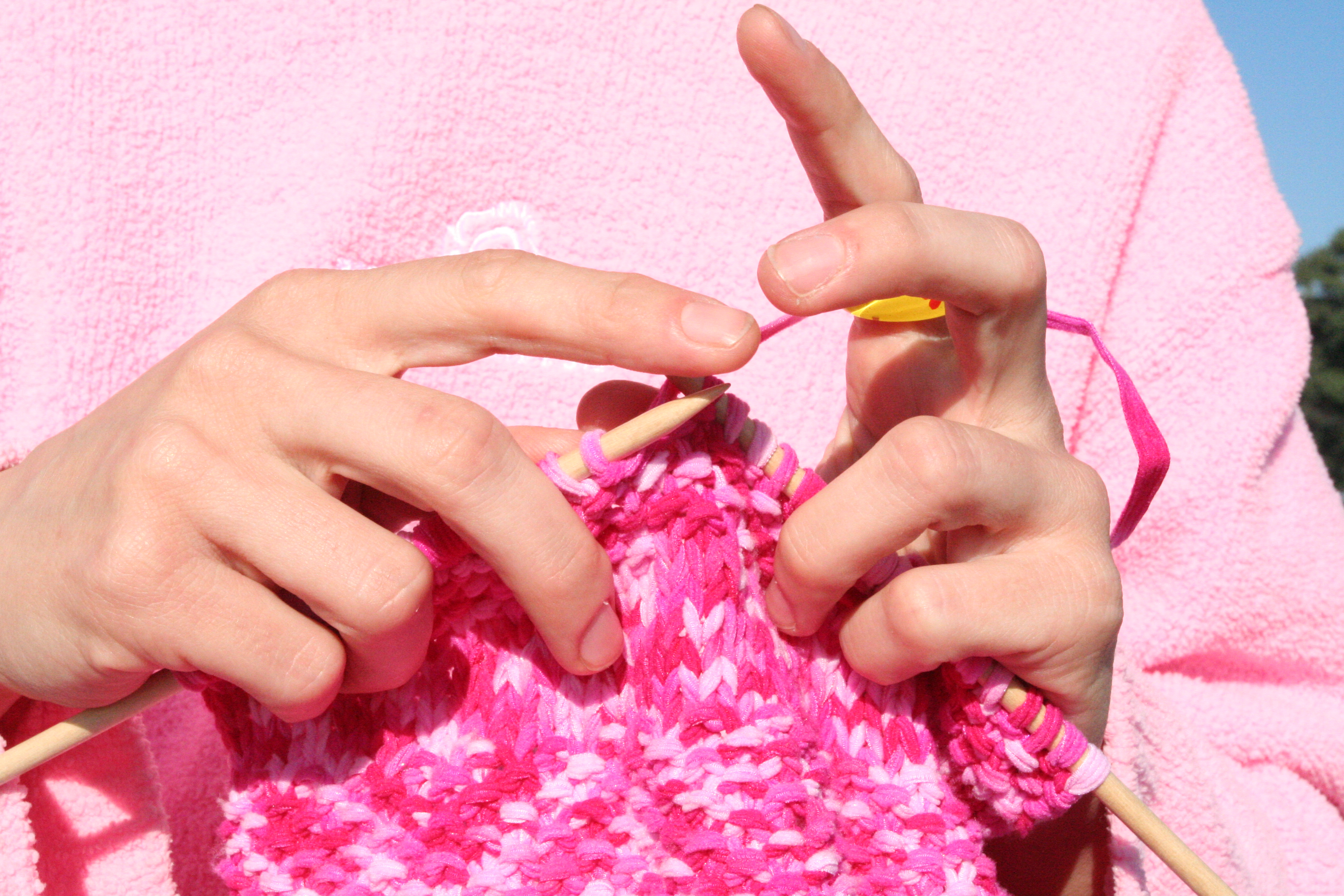
در حال بافتن با میل بافندگی

میل بافندگی ابزاری برای بافتن پارچه‌ها با دست است. این میل‌ها دارای نوکی سوزن مانند و تیز هستند و در انتها کلفت‌تر می‌باشند. هدف از استفاده این ابزار به هم نپاشیدن پارچه بافته شده تا انتهای کار است.

## پیدایش بافندگی
انسان برای پوشاندن خود از شاخهٔ درختان، برگ‌ها و علوفه استفاده می‌کرد و با درگیر کردن آن‌ها با یکدیگر موفق به ساخت اولیهٔ ساختمان اصلی منسوجات گردید. تحول فوق ادامه یافت تا اینکه الیاف حیوانی، مانند پشم، مو، ابریشم و الیاف گیاهی مثل کنف و پنبه به‌طور وسیع مورد استفاده قرار گرفت. با پیدایش الیاف مصنوعی، پارچه‌هایی با ظرافت و ضخامت‌های متفاوت و با انعطاف‌پذیری بسیار بالا تهیه گردیده‌است.

## پیشینهٔ بافندگی در ایران
کاوش‌ها و پژوهش‌های دانشمندان و پژوهشگران نشان داده که ایرانیان از پیشتازانی بوده‌اند که به کار بافندگی پارچه پرداخته‌اند. ساکنین ایران باستان در دورهٔ دوم سنگ (یا به اصطلاح عصر حجر میانین) با فن پارچه‌بافی آشنا بوده‌اند. بهترین گواه؛ سفال‌ها، نگین‌ها و مهره‌هایی‌اند که بیش از هشت هزار سال قبل از میلاد در ژرفای خاک جا گرفته‌اند. کارلتون کن که برای ادارهٔ کل باستان‌شناسی کار می‌کرد، ضمن کاوش‌هایی در سال‌های ۱۳۲۸ تا ۱۳۲۹ (۱۹۴۹ تا ۱۹۵۰) در غاری موسوم به غار کمربند در نزدیکی دریای کاسپین، پارچه‌هایی به دست آورد که ثابت می‌کند اقوام ایرانی از آغاز غارنشینی، پشم گوسفند و بز را به‌صورت پارچه می‌بافتند. آزمایش‌هایی که با کربن ۱۴ بر روی پارچه‌ها انجام گرفت، نشان داد که قدمتشان به ۶۵۰۰ سال قبل از میلاد می‌رسد.
باستان‌شناسانی چون گیرشمن و فیلیس اکرمن تأیید می‌کنند که عمر لنگرها و دوک‌هایی که در حفاری‌ها به‌دست آمده، با نخستین آثار سکونت انسان در فلات ایران مطابقت کامل دارد. در دورهٔ تمدن شوش (۴۵۰۰ سال قبل از میلاد) فن پارچه‌بافی با توجه به ظرافت پارچه، راه کمال را طی کرد؛ تیغهٔ مسینی که با سفال‌های عهد اول در شوش به‌دست آمده و اثر املاح مس بر روی پارچه‌ای که تیغه را در آن پیچیده بودند، گواه این مدعاست. قسمت‌هایی از این قطعه پارچه در موزه لوور موجود است.
در دورهٔ مادها پارچه‌هایی بافته می‌شده‌است.
به گفتهٔ پژوهشگران و مورخان، دورهٔ ساسانی یکی از درخشان‌ترین و گویاترین دوره‌ها از نظر بافندگی بوده‌است. مسعودی در کتاب مروج‌الذهب می‌نویسد: «نیمی از شوکت و عظمت این دوره را باید در توسعهٔ صنایع از جمله صنعت بافندگی جستجو کرد.» خوشبختانه بافته‌های این دوره به‌وفور در موزه‌ها و کلیساهای غربیان حفظ شده‌است. دکتر محمد حسن زکی در کتاب صنایع ایران بعد از اسلام دربارهٔ بافته‌های این دوره می‌گوید: «در این دوره، بافندگی ایران به اوج عظمت، ترقی و رونق خود رسید.»